# Apriona chemsaki
Apriona chemsaki là một loài bọ cánh cứng trong họ Cerambycidae.